# Ricardo-Horacio Neumann
Ricardo-Horacio Neumann (* 12. Juli 1946 in Colonia Barón, La Pampa; † 29. Mai 2008) war ein argentinischer Fußballspieler. Der Offensivspieler hat beim 1. FC Köln in den zwei Runden 1972/73 und 1973/74 in der Fußball-Bundesliga 16 Ligaspiele absolviert und zwei Tore erzielt. In der französischen Ligue 1 hat er beim SC Bastia in den zwei Runden 1974/75 und 1975/76 weitere 35 Erstligaspiele absolviert und sieben Tore erzielt.

## Laufbahn
Bei den Rot-Schwarzen von Chacarita Juniors, einem Fußballclub aus Buenos Aires, verbrachte der gelernte Bäcker nach der Jugendzeit beim Traditionsverein Argentinos Juniors, den Großteil seiner fußballerischen Laufbahn. Er war beidfüßig und technisch versiert, ein guter Vorbereiter, suchte aber auch selbst den Abschluss. Bevorzugt wurde er als Linksaußen oder im offensiven Mittelfeld eingesetzt. Er war am bis heute größten Erfolg der Vereinsgeschichte von Chacarita im Jahre 1969 maßgeblich beteiligt: dem Gewinn der Campeonato Metropolitano, einem bis 1982 jeweils am Ende der Hinrunde ausgetragenen Turnier der argentinischen Primera Division. Als schneller Linksaußen war Neumann einer der Stars der bis heute legendären Meistermannschaft. Der seinerzeit in Buenos Aires lebende deutsche Sportjournalist und Fußballtrainer Fritz Hack vermittelte Neumann nach Deutschland. Hack war ein Bekannter von Oskar Maaß, dem Präsidenten des 1. FC Köln. Für 100.000 D-Mark verpflichtete der FC den blonden Angreifer, welcher am 8. Dezember 1972 im Geißbockheim einen Dreijahresvertrag unterschrieb.
Bereits acht Tage später, am 16. Dezember, debütierte der in seiner Heimat „El Tanque“ („Der Panzer“) gerufene Angreifer bei einem Heimspiel gegen den FC Bayern München in der Fußball-Bundesliga. Der FC Bayern war mit vier Punkten Vorsprung vor Verfolger Fortuna Düsseldorf nach dem 16. Spieltag mit 27:5 Punkten als Tabellenführer zum 1. FC Köln gekommen. Das Team aus der Domstadt belegte mit 19:13 Punkten den 5. Rang. Beim Gastgeber war Spielmacher Wolfgang Overath zu ersetzen und der Neuzugang stürmte in der Spitze an der Seite von Detlev Lauscher, unterstützt aus dem Mittelfeld durch Johannes Löhr und Heinz Flohe. Libero Bernhard Cullmann brachte den FC bereits in der 10. Minute mit einem Distanzschuss mit 1:0 in Führung und Jupp Kapellmann gelang in der 90. Minute der 2:1-Siegtreffer. In der Chronik ist in der Spielbeschreibung festgehalten, „dass das Angriffsspiel des Kölners Mittelstürmers Ricardo Neumann von beiden Trainern nach dem Spiel gelobt worden sei.“ Bis Neumann ein eigenes Auto hatte, wurde er von Teamkollege Heinz Simmet zum Training chauffiert. Seinen ersten Treffer in der Bundesliga erzielte der Neuzugang beim 5:1-Heimerfolg am 20. Januar 1973 gegen den VfB Stuttgart. Zuvor hatte er sich aber bereits beim DFB-Pokalrückspiel am 20. Dezember 1972 gegen den Lokalrivalen SC Fortuna Köln beim 4:0-Erfolg nach Verlängerung als Torschütze zum 3:0 ausgezeichnet. Seinen sechsten und letzten Rundeneinsatz erlebte Neumann am 26. Mai 1973 bei einem 3:2-Auswärtserfolg bei Kickers Offenbach, als er in der 84. Minute für Lauscher eingewechselt wurde. Im legendären Pokalfinale am 23. Juni 1973 in Düsseldorf gegen Borussia Mönchengladbach (1:2 n. V.) kam er nicht zum Einsatz. Im Angriff wurde Jürgen Glowacz neben Löhr eingesetzt und später durch Rainer Gebauer ersetzt.
Während der Saison 1973/74 kam er auch nach dem Trainerwechsel von Rudi Schlott zu Zlatko Čajkovski nicht in die Stammbesetzung der Kölner. Neumann musste sich mit zehn Einsätzen begnügen. Dazu kamen noch ein Spiel im DFB-Pokal gegen den Wuppertaler SV (1:0) und zwei Einwechslungen im UEFA-Pokal gegen Olympique Marseille und OGC Nizza. Neumanns Bemühungen, sich dauerhaft einen Stammplatz beim FC zu sichern, erhielten durch unglückliche Verletzungen und einen im Februar 1973 erlittenen Verkehrsunfall erhebliche Rückschläge. Schwierigkeiten bereitete ihm aber auch das Training: Hier wurde zu Zeiten trainiert, während derer in Buenos Aires die Siesta auf dem Programm stand. Abends, wenn in der argentinischen Metropole das Leben pulsierte, fiel Neumann in seiner Wohnheimat Hürth-Efferen die Decke auf den Kopf. Er wechselte im August 1974 nach Frankreich, wo er sich für zwei Spielzeiten dem SC Bastia anschloss. Unter Trainer Pierre Cahuzac belegte Bastia 1974/75 den 6. Rang und Neumann hatte an der Seite von Mitspielern wie Ferdinand Heidkamp und Jacques Zimako in 21 Ligaspielen sechs Tore erzielt.
Es folgte 1976/77 eine Saison beim Zweitligisten Paris FC, ehe er wieder (Januar bis Juni 1978) in die Heimat zu Chacarita zurückkehrte. Im Sommer 1978 zog es ihn noch einmal nach Europa zu Red Star Paris (3. Liga). Zwölf Monate später beendete er seine Laufbahn und kehrte endgültig in seine Heimat Argentinien zurück und kaufte sich im nördlichen Großraum Buenos Aires, im Bezirk General San Martin, ein Haus. Er durchlief eine Ausbildung zum Altenpfleger und arbeitete viele Jahre in einem örtlichen Altenheim, bis er am 29. Mai 2008 an den Folgen eines Herzinfarktes verstarb.

## Vereine
- 1966 bis 1972: Chacarita Juniors
- 1972 bis 1974/75: 1. FC Köln
- 1974/75 bis 1976: SC Bastia
- 1976 bis 1977: Paris FC
- 1977 bis 1978: Chacarita Juniors
- 1978 bis 1979: Red Star Paris

## Erfolge
- 1969 Sieger im Campeonato Metropolitano mit Chacarita Juniors
- 1973 Deutscher Vize-Meister
- 1973 DFB-Pokal-Finale (aber ohne Finaleinsatz)